# Modibo Diakité
Modibo Diakité (Bourg-la-Reine, 2 marzo 1987) è un calciatore francese, difensore svincolato.

## Biografia
Nasce in Francia da genitori maliani.

## Caratteristiche tecniche
Il suo ruolo principale è difensore centrale di una difesa a 4 o centrale destro in una difesa a 3, ma si adatta anche a giocare terzino destro. È un giocatore molto forte fisicamente e veloce nei recuperi difensivi; notevole è il suo stacco di testa.

## Carriera

### Club

#### Gli inizi
Arrivato in Italia tra le giovanili della Sampdoria, approda in seguito nella squadra Primavera del Pescara, società che lo fa esordire, in Serie B, il 13 maggio 2006 nel corso della sconfitta esterna, per 3-0, contro il Catania.

#### Lazio
Nell'estate del 2006 la Lazio lo ha prelevato dal club abruzzese sborsando circa 300 mila euro.
Con la maglia biancoceleste, dopo esser stato aggregato alla squadra Primavera, ha esordito in Serie A, a 20 anni, nella prima giornata diventando subito titolare. In campionato ha totalizzato 33 presenze Il 25 novembre 2008 prolunga il suo contratto con la squadra romana fino al 2013.
Successivamente è stato titolare anche in campionato Contro l'Udinese il 14 dicembre 2008, sigla la sua prima rete in Serie A, il gol del momentaneo 2-3, grazie a un colpo di testa a seguito di un calcio d'angolo.
È tra gli undici titolari che l'8 agosto 2009 hanno conquistato la Supercoppa italiana allo Stadio Bird's Nest di Pechino battendo l'Inter di José Mourinho per 2-1. Con Davide Ballardini in panchina disputa gran parte delle gare stagionali come titolare, quindi perde il posto dopo gli acquisti di André Dias e Giuseppe Biava nel mercato di gennaio. Nell'annata successiva giocherà poche partite dall'inizio. Il 25 marzo 2012, quasi a distanza di tre anni dal suo primo gol in Serie A, segna il suo secondo centro in campionato grazie a un colpo di testa da calcio piazzato battuto da Cristian Daniel Ledesma, consentendo alla Lazio di vincere la partita per 1-0 contro il Cagliari. Conclude il periodo alla Lazio con 209 partite giocate e 2 gol realizzati.

#### Sunderland e prestito alla Fiorentina
Il 10 giugno 2013 si trasferisce al Sunderland dopo aver vissuto una stagione come fuori rosa alla Lazio. L'esordio, in terra inglese, arriva il 24 agosto successivo nel pareggio esterno, per 1-1, contro il Southampton. Il 31 gennaio 2014 fa ritorno in Italia, trasferendosi con la formula del prestito alla Fiorentina. Esordisce in maglia viola il 4 febbraio nella gara di Coppa Italia persa, per 2-1, contro l'Udinese. Al termine della stagione torna al Sunderland, dove però il 1º settembre 2014 rescinde il contratto dopo aver totalizzato solo 8 presenze.

#### Deportivo La Coruna, Cagliari e Frosinone
Il 2 settembre 2014 si accasa al Deportivo La Coruña. Con la squadra spagnola fa il suo esordio il 20 settembre successivo; in occasione della roboante sconfitta, per 2-8, contro il Real Madrid. Il 1º febbraio 2015 si svincola dal club spagnolo dopo aver totalizzato solo 3 presenze. Il giorno seguente effettua le visite mediche per la Sampdoria che all'ultimo decide di non ingaggiarlo preferendogli Ezequiel Muñoz. Il 5 febbraio 2015 firma con il Cagliari scegliendo la maglia numero 37. Esordisce il 1º marzo successivo, nella sconfitta casalinga, per 1-2, contro il Verona. Conclude l'esperienza cagliaritana con un bottino di 9 presenze non riuscendo ad evitare la retrocessione, in Serie B, della squadra.
Il 10 luglio 2015, il Frosinone, tramite comunicato ufficiale, dichiara di aver messo sotto contratto il difensore francese per una sola stagione. Segna il suo primo gol con la squadra l'8 novembre 2015 nel pareggio per 2-2 contro il Genoa; l'ultimo suo gol risaliva alla partita Lazio-Cagliari del 25 marzo 2012 vinta per 1-0, in pieno calciomercato invernale lascia la squadra ciociara dopo 18 presenze effettuate tutte giocando 90 minuti ed un gol.

#### Sampdoria e Ternana
Il 1º febbraio 2016 viene acquistato a titolo definitivo dalla Sampdoria. Torna così a Genova dopo 12 anni. Fa il suo esordio il 3 aprile nel pareggio esterno avvenuto per 1-1 contro una sua ex squadra la Fiorentina.
Il 16 gennaio 2017 firma un contratto con opzione per la stagione successiva valido fino al giugno seguente con la Ternana, in Serie B. L'esordio arriva 4 giorni dopo nella sconfitta avvenuta per 1-0 contro il Pisa che costerà la panchina al tecnico Benny Carbone, sotto la gestione del mister Gautieri viene relegato spesso tra panchina e tribuna collezionando in 7 partite solo 93 minuti tutti da subentrato, con il nuovo cambio di allenatore sotto la gestione Liverani diviene un punto fermo della difesa riuscendo a trovare anche la via della rete il 17 aprile griffando all'87' minuto il definitivo 1-1 contro la Virtus Entella. Dopo aver conquistato la salvezza con la maglia rossoverde a fine stagione rimane svincolato.

#### Bari e ritorno alla Ternana
L'11 ottobre 2017 sottoscrive un contratto fino al 30 giugno 2018 con il Bari ma per un errore in fase di contratto sarà utilizzabile solo da dicembre.  Il 28 dicembre 2017 fa il suo esordio in campionato in Carpi-Bari 0-0. Termina la stagione con la squadra barese scendendo in campo altre otto volte, la stagione successiva dopo il fallimento della squadra pugliese ritorna a distanza di un anno alla Ternana firmando un contratto biennale, tornando al gol il 21 novembre contro la Feralpisalò salvando il risultato sull'1-1. Al termine della stagione 2021-2022, dopo quattro stagioni, lascia il club umbro, rimanendo svincolato.

#### Ultime esperienze
Il 17 ottobre 2022, dopo un breve periodo senza squadra, viene ingaggiato dal Roma City, scendendo per la prima volta tra i dilettanti.
Nel settembre del 2023 scende in Eccellenza firmando per la LUISS, squadra romana allenata da Guglielmo Stendardo, suo compagno di squadra ai tempi della Lazio.
Nel 2024 gioca  in Eccellenza con il Parioli  , per poi proseguire la stagione nuovamente alla Luiss.
Nel luglio 2025 diventa un giocatore del Tivoli.
Nell'estate del 2024 viene ammesso al corso UEFA B che consente di essere tesserati come collaboratori negli staff di Serie A e B e di essere allenatori in seconda in Serie C oltre a poter allenare tutte le prime squadre fino alla Serie D.

## Statistiche

### Presenze e reti nei club
Statistiche aggiornate al 16 giugno 2023.
| Stagione        | Squadra         | Campionato      | Campionato | Campionato | Coppe nazionali | Coppe nazionali | Coppe nazionali | Coppe continentali | Coppe continentali | Coppe continentali | Altre coppe | Altre coppe | Altre coppe | Totale | Totale |
| Stagione        | Squadra         | Comp            | Pres       | Reti       | Comp            | Pres            | Reti            | Comp               | Pres               | Reti               | Comp        | Pres        | Reti        | Pres   | Reti   |
| --------------- | --------------- | --------------- | ---------- | ---------- | --------------- | --------------- | --------------- | ------------------ | ------------------ | ------------------ | ----------- | ----------- | ----------- | ------ | ------ |
| 2005-2006       | Pescara         | B               | 1          | 0          | CI              | 0               | 0               | -                  | -                  | -                  | -           | -           | -           | 1      | 0      |
| 2006-2007       | Lazio           | A               | 3          | 0          | CI              | 0               | 0               | -                  | -                  | -                  | -           | -           | -           | 3      | 0      |
| 2007-2008       | Lazio           | A               | 1          | 0          | CI              | 0               | 0               | UCL                | 0                  | 0                  | -           | -           | -           | 1      | 0      |
| 2008-2009       | Lazio           | A               | 9          | 1          | CI              | 2               | 0               | -                  | -                  | -                  | -           | -           | -           | 11     | 1      |
| 2009-2010       | Lazio           | A               | 19         | 0          | CI              | 2               | 0               | UEL                | 6                  | 0                  | SI          | 1           | 0           | 28     | 0      |
| 2010-2011       | Lazio           | A               | 8          | 0          | CI              | 2               | 0               | -                  | -                  | -                  | -           | -           | -           | 10     | 0      |
| 2011-2012       | Lazio           | A               | 25         | 1          | CI              | 2               | 0               | UEL                | 9                  | 0                  | -           | -           | -           | 36     | 1      |
| 2012-2013       | Lazio           | A               | 0          | 0          | CI              | 1               | 0               | UEL                | 0                  | 0                  | -           | -           | -           | 1      | 0      |
| Totale Lazio    | Totale Lazio    | Totale Lazio    | 65         | 2          |                 | 9               | 0               |                    | 15                 | 0                  |             | 1           | 0           | 90     | 2      |
| 2013-gen. 2014  | Sunderland      | PL              | 7          | 0          | FACup+CdL       | 1+0             | 0               | -                  | -                  | -                  | -           | -           | -           | 8      | 0      |
| gen.-giu. 2014  | Fiorentina      | A               | 9          | 0          | CI              | 2               | 0               | UEL                | 0                  | 0                  | -           | -           | -           | 11     | 0      |
| 2014-gen. 2015  | Deportivo       | PD              | 2          | 0          | CR              | 1               | 0               | -                  | -                  | -                  | -           | -           | -           | 3      | 0      |
| gen.-giu. 2015  | Cagliari        | A               | 9          | 0          | CI              | 0               | 0               | -                  | -                  | -                  | -           | -           | -           | 9      | 0      |
| 2015-feb. 2016  | Frosinone       | A               | 18         | 1          | CI              | 1               | 0               | -                  | -                  | -                  | -           | -           | -           | 19     | 1      |
| feb.-giu. 2016  | Sampdoria       | A               | 8          | 1          | CI              | -               | -               | UEL                | -                  | -                  | -           | -           | -           | 8      | 1      |
| gen.-giu. 2017  | Ternana         | B               | 15         | 1          | CI              | -               | -               | -                  | -                  | -                  | -           | -           | -           | 15     | 1      |
| ott. 2017-2018  | Bari            | B               | 9          | 0          | CI              | 1               | 0               | -                  | -                  | -                  | -           | -           | -           | 10     | 0      |
| 2018-2019       | Ternana         | C               | 26         | 2          | CI+CI-C         | 2+0             | 0+0             | -                  | -                  | -                  | -           | -           | -           | 28     | 2      |
| 2019-2020       | Ternana         | C               | 6+4        | 0          | CI-C            | 4               | 0               | -                  | -                  | -                  | -           | -           | -           | 14     | 0      |
| 2020-2021       | Ternana         | C               | 4          | 0          | CI              | 1               | 0               | -                  | -                  | -                  | -           | -           | -           | 5      | 0      |
| 2021-2022       | Ternana         | B               | 0          | 0          | CI              | 1               | 0               |                    | -                  | -                  |             | -           | -           | 1      | 0      |
| Totale Ternana  | Totale Ternana  | Totale Ternana  | 51+4       | 3          |                 | 8               | 0               |                    | -                  | -                  |             | -           | -           | 63     | 3      |
| ott. 2022-2023  | Roma City       | D               | 13         | 0          | CI-D            | 1               | 0               | -                  | -                  | -                  | -           | -           | -           | 14     | 0      |
| Totale carriera | Totale carriera | Totale carriera | 192+4      | 7          |                 | 24              | 0               |                    | 15                 | 0                  |             | 1           | 0           | 236    | 7      |

## Palmarès

### Club
- Coppa Italia: 2

Lazio: 2008-2009, 2012-2013
- Supercoppa italiana: 1

Lazio: 2009
- Serie C: 1

Ternana: 2020-2021 (Girone C)
- Supercoppa di Serie C: 1

Ternana: 2021